# 하늘의 푸르름을 아는 사람이여
《하늘의 푸르름을 아는 사람이여》(일본어: 空の青さを知る人よ)는 2019년 공개된 일본의 애니메이션 영화로, CloverWorks가 제작하고 도호가 배급이다.

## 줄거리
“후회하지 않기 위해, 다시 널 만나러 왔어”
산으로 둘러 싸인 시골 마을,
그곳엔 꿈을 위해 쉼 없이 달려가는
자매 ‘아오이’, ‘아카네’ 그리고 ‘신노’가 있었다.
‘신노’는 함께 도쿄 상경을 약속했던 ‘아카네’를 찾아갔지만,
‘아카네’는 혼자 남을 동생 ‘아오이’로 인해 꿈을 접는다.
13년 후, 고등학생이 된 ‘아오이’는 언니에 대한 죄책감과
자신의 꿈 사이에서 방황하고 두 사람의 관계는 점점 멀어져 간다.
그러던 어느 날, 두 사람 앞에 다시는 만날 수 없을 것 같았던 ‘그’가
전혀 다른 모습의 두 사람이 되어 동시에 나타나게 되는데…
“어째서 내게 다시 찾아온 거야?”
과거와 현재를 잇는, 신비로운 두 번째 첫사랑이 시작된다!

## 출연진

### 주연
- 요시자와 료 - 카나무로 신노스케/신노 목소리 역
- 요시오카 리호 - 아이오이 아카네 목소리 역
- 와카야마 시온 - 아이오이 아오이 목소리 역
- 마츠다이라 켄 - 니토베 단키치 목소리 역

### 조연
- 오치아이 후쿠시 - 나카무라 마사미치 목소리 역
- 타이치 요우
- 타네자키 아츠미 - 오타키 치카 목소리 역
- 우에무라 유토
- 요시노 히로유키
- 에고시 아키노리
- 누쿠이 유카